# Gaby Huber
Pour les articles homonymes, voir Huber.
Pour les articles homonymes, voir Gabi Huber pour la femme politique.
Gaby Huber, née le 7 août 1980 à Zurich sous le nom de Gaby Schmohl, est une joueuse professionnelle de squash représentant la Suisse. Elle atteint le 29e rang mondial en janvier 2012, son meilleur classement. Elle remporte le championnat de Suisse à huit reprises entre 2007 et 2017.

## Palmarès

### Titres
- Championnats de Suisse : 8 titres  (2007, 2009-2014, 2017)